# Ван Слайк, Дональд Декстер
Ван Слайк, Дональд Декстер (29 марта 1883, Пайк (шт. Нью-Йорк), США – 4 мая 1971) крупный американский биохимик, сделавший существенный вклад в развитие количественных биохимических методов и клинической химии, автор более чем 300 научных статей и 5 книг.

## Ранние годы и образование
Ван Слайк родился в городе Пайк, штат Нью-Йорк, в небольшой сельской общине и окончил школу в городе Женева того же штата Его отцом был выдающийся химик своего времени Луис Л. Ван Слайк, и, когда Дональд вырос, естественным выбором профессии для него стала химия. Ван Слайк провёл первый год в Гобарт Колледж в Женеве, где прослушал курс химии. Колледж не предоставлял возможности более глубокого изучения химии, ввиду чего Ван перешёл в Университет Мичигана, получив степень бакалавра в 1905 году и защитив диссертацию по химии в 1907 году под руководством Мозеса Гомберга. Тезисы его диссертации, опубликованные совместно с Гомбергом в J. Am. Chem. Sc. в 1907 году, имели следующий заголовок: «Влияние молекулярного серебра, сульфата серебра и хлорида серебра на галогенсодержащие производные трифенил-карбинол хлорида». Публикации предшествовало открытие 1900 года свободного радикала трифенилметила.

## Рокфеллеровский Институт (1907-1914)
В 1907 году Ван Слайк стал ассистентом Фобиуса А. Левина (en:Phoebus Levene) в «Рокфеллерском Институте Медицинских Исследований» (1901) в Нью-Йорке. 
В 1911 году Левин предложил Вану провести год в Берлине в группе Эмиля Фишера, самого известного химика в то время. Он однажды имел возможность работать в частной лаборатории Фишера, и Ван, потрясённый количественным и аккуратным подходом Фишера к выполнению всех лабораторных задач, пронёс через всю жизнь то же отношение к работе.
Перед отъездом в Берлин Ван Слайк опубликовал 10 статей, одна из которых была посвящена классическому методу определения первичных алифатических аминогрупп с помощью азотистой кислоты, широко распространившемуся среди химиков того времени и основанному на определении количества газообразного азота. Метод позволил определять небольшие количества аминокислот в крови и прочих биологических материалах. По возвращении из Берлина Ван, продолжая работу над определением аминокислотного состава белков, переключается на усвоение и метаболизм белков в организме. Совместно с коллегой Дж.М.Мейером он впервые обнаружил, что аминокислоты, выделяющиеся при разложении белка, включаются в кровяной поток, и дальнейшая деградация до мочевины происходит в печени.
Это исследование породило дальнейшую работу совместно с ассистентом Дж.И.Калленом по изучению фермента уреазы, катализирующего реакцию разложения мочевины до аммиака и углекислого газа . Количественное определение обоих конечных продуктов послужило основой для разработки газометрического метода определения мочевины в крови и моче.
Изучение кинетики уреазы позволило Ван Слайку и Каллену получить кинетические уравнения, опубликованные в 1914 году. Данные уравнения содержали 2 константы скорости, схожие по смыслу с константами, предложенными Михаэлисом и Ментен в 1913 году.
Таким образом, основной задачей этого периода были разработка более совершенных методов определения состава белков и изучение метаболизма аминокислот. Главным достижением этого периода было открытие аминокислоты гидроксилизина  .

## Госпиталь Института Рокфеллера (1914-1948)
В 1914 году Ван получил должность ведущего учёного в недавно открывшемся госпитале при Институте Рокфеллерра по приглашению директора доктора Руфуса Коле. Совместно с Ван Слайком работал Дж.Каллен, специалист в химической инженерии и неизменный ассистент. Ван Слайк и Каллен старались применять в клинической практике свои знания и умения в органической и физической химии и технологии.
Исследование диабета было начато ранее под руководством доктора Аллена, сторонника терапии голодом при диабете. Несмотря на риск смерти от ацидоза, данный метод имел определённую результативность.
Ацидоз проявляется несколькими химическими путями. Ван Слайк обратил внимание на эту проблему, подойдя к самой сути процесса. Было сделано предположение, что при неполном окислении жирных кислот в организме в крови накапливаются ацетоуксусная и бета-гидроксимасляная кислоты. Затем происходит реакция между этими кислотами и анионом бикарбоната, что приводит к более низкой, чем обычно, концентрации бикарбоната в плазме крови .
Задачей, таким образом, стала разработка аналитического метода для количественного определения бикарбоната в небольших концентрациях в плазме крови. Для достижения цели Ван Слайк разработал волюметрический аппарат, простой в использовании,точный и экспрессный. Метод прекрасно проявил в себя в диагностики и лечении диабета, а также служил для определения уровня оксигенации. Это привело к распространению метода Ван Слайка при изучении таких респираторных заболеваний, как туберкулёз и пневмония. Это также привело к количественному изучению цианозу, а также к совместной монографии по этому вопросу Ван Слайка и Лундсгаарда.
Суммарно Ван Слайк и его коллеги опубликовали с 1917 по 1934 год цикл работ под общим названием «Исследования ацидоза». Они включали в себя не только химические аспекты проявления ацидоза, но и расширенное описание кислотно-щелочного баланса в крови. Это стало поворотным пунктом в понимании патологий кислотно-щелочного баланса и оставалось неизменным в течение 50 лет.
Ван Слайк не оставлял работы по изучению белков и продуктов их гидролиза и совершенствовал методы определения хлоридов, мочевины и кетоновых тел в мочи и крови. В 1920 году Ван Слайк и его коллеги провели комплексное исследование газового и электролитного балансов в крови. Ключевым аспектом этой работы был пересмотр Ваном волюметрического аппарата.
Изучая физико-химические процессы в крови, Ван Слайк планировал провести детальное исследование нефрита. Ван Слайк совместно с коллегами последовательно и подробно задокументировали истории болезни, чтобы сформировать полную картину о течении заболевания. Это привело 1930 к публикации Ваном Слайком и девятью его коллегами обширной монографии в Medicine . Это издание стало значительной вехой в изучении процессов, происходящих на каждой стадии заболеваний почек.
В этот период Ван Слайк и Арчибальд определили в качестве основного источника азота в мочевину глутамин. Во время Второй мировой войны Ван и его коллеги изучали влияние шока на функцию почек и совместно с Филлипсом разработали простой метод для определения концентрации красных кровяных телец в цельной крови и концентрацию белка в плазме крови, пригодный для использования в полевых условиях. В послевоенные годы этот метод играл неоценимую роль при определении степени тяжести и, в соответствии с результатами, типа терапии холеры.
Кроме того, именно в период 1940-х годов Джорди Фольш присоединился к лаборатории Ван Слайка, а манометрической аппарат был адаптирован для определения углерода в органических соединениях. Это привело к детальному изучению липидов в плазме крови и к идентификации в 1948 Фольшем одного из важных фосфолипидов, фосфатидилсерина.
Манометрический аппарат Ван Слайка позволял выполнять практически все клинические анализы ещё до введения спектрофотометров. Хоть и колориметрическое процедуры были доступны, использование их требовало разработки цветных реагентов, которые могли быть определены на доступном оборудовании.

## Ван Слайк и количественная клиническая химия
В научной деятельности Ван Слайка объединились разработка базовых аспектов химических реакций в организме, химического понимания физиологических функций определённых органов и систем (в частности, дыхательной и почечной), и как такая информация может быть использована в понимании и лечении заболеваний.
Научная деятельность Ван Слайка в Рокфеллеровском Госпитале заняла промежуток времени между 1907 и 1948 годом, то есть 30 лет. Этот временной период однозначно охватывает существенную эволюцию биохимии и развитие количественных методов клинической химии. В период 1921-1926 задачи в лаборатории включали в себя разработку методов исследования крови как физико-химической системы и её связи с заболеваниями органов дыхания, изучение белков и аминокислот и их метаболизма и, в сотрудничестве с коллегами – клиницистами, углублённое изучение различных типов нефрита. Параллельно, Ван нашёл время, чтобы работать совместно с доктором Джоном П. Питерсом из Йельского университета над классическим двухтомником Количественная клиническая химия. Он был опубликован в 1931 году  и содержал практически всю информацию о болезнях, которую можно было уверенно почерпнуть из данных клинических анализов. Издание получило широкое признание во всем медицинском мире как "Библия" количественного клинической химии, и по сей день некоторые главы остаются актуальными.

## Брукхейвенский период (1948-1971 гг.)
Ван Слайк вступил на второй значимый пост в своей жизни с неизменной энергией и энтузиазмом. В течение следующих нескольких лет, Ван разработал микроверсии манометрических приборов и приспособил к ним различные газометрические процедуры. В результате анализы, которые ранее требовали один миллилитр образца, теперь можно было производить со ста микролитрами без потери точности. Эти микрометоды были опубликованы в виде монографии Ван Слайка и Плэйзина в 1961 году, с типичным для Ван Слайка вниманием к деталям, точностью и ясностью.
Совместно брукхейвенскими коллегами Ван продолжил изучение нефрита и нефроза, метаболизма и улучшения методологии в оценке кислотно-щелочного баланса в клинике. Среди его последних работ, опубликованных из Рокфеллеровского Госпиталя в 1949 году, было две, посвящённые определению pH, в соавторстве с Вейсингером и сыном, К.К.Ван Слайком.
С 1951 по 1956 год Ван посвящал часть своего времени деятельности в роли советника в Eli Lilly Research Grants. В этой должности Ван Слайк находил многообещающих исследователей и оказывал содействие в их фундаментальных исследованиях в области медицины. Однако, в финале этого периода Ван Слайк вновь посвятил всё своё время научной деятельности в роли ведущего биохимика в Брукхейвенской Национальной Лаборатории, должность, которая стала последней для него.

## Сотрудничество с Китайской Республикой
Ван Слайк провёл несколько месяцев в 1922-1923 годах в Пекине в качестве приглашённого профессора биохимии. В начале 1937 года Ван присоединился к бывшему факультету P.U.M.C. с целью обеспечить китайскому народу прогрессивную медицинскую помощь. В 1938 году было сформировано Американское Бюро по оказанию медицинской помощи Китаю, и Ван Слайк был избран его директором; далее, в 1941 году, стал президентом и оставался на этом посту в течение всей Второй Мировой Войны. Ван Слайк стал почётным президентом в 1947 году и оставил свою активную деятельность в Совете Директоров лишь за несколько месяцев до смерти.
В 1961 году Ван провёл два месяца в Тайбэе, Тайвань, в качестве приглашённого учёного в лаборатории по изучению холеры NAMRU-2. Здесь был сформирован национальный оборонный медицинский колледж N.D.M.C., где Ван был задействован на различных постах в течение всего срока пребывания в Тайбэе.

## Личные качества
Ван Слайк являлся ведущим редактором Journal of Biological Chemistry с 1914 по 1925 год  , и эта деятельность зачастую требовала многих часов и безраздельного внимания. За этот период визитной карточкой журнала стали высокие стандарты ясности изложения, убедительности данных и справедливости выводов.
Ван Слайк вновь и вновь редактировал каждую публикацию своей лаборатории до тех пор, пока не видел никакого пути к улучшению, его статьи, описывающие новые методы, были образцом ясности и точности. Ван Слайк никогда не корректировал уже опубликованные данные и не отрекался от своих выводов. Разработанные улучшения техник и дополнительные сведения в некоторых случаях приводили к изменению работы, но никогда не к корректировке.
Ван Слайк представлял собой серьёзного человека в мире науки. Только его семья и близкие друзья знали, какой он был неотразимый остряк. Правда, его легкомысленные шутки так никогда и не были опубликованы. Ван Слайк любил играть в теннис и оставил тренировки лишь за несколько месяцев до смерти. Он играл в теннис примерно так же, как и работал в лаборатории.

## Достижения Ван Слайка
В биохимии и физиологии:
- Точные и аккуратные методы определения присутствия биологического материала
- Физико-химическая интерпретация роли гемоглобина в транспорте кислорода и углекислого газа в крови и распределения воды и анионов между плазмой и эритроцитами
- Роль печени в метаболизме аминокислот
- Роль почек в превращении мочевины и образовании ионов аммония
- Математическое определение буферных значений в терминах содержания ионов водорода, констант диссоциации и буферных концентраций
- Новая и важная аминокислота гидроксилизин

В медицине:
- Ван Слайк разработал полезную и завершённую логически количественную клиническую химию через решение задач клинической практики, которые могут быть проанализированы химическим путём, и разработал все необходимые методы.
- Публикация совместно с Джоном Питерсом в 1931 году классического двухтомника, включившего в себя все знания о болезнях на химическом уровне под названием «Количественная Клиническая Химия»
- Изучение явления ацидоза и прочих нарушений кислотно-основного равновесия
- Тщательно задокументированное описание нефрита и его развития на различных стадиях
- Подготовка множества врачей, изучивших методы клинической химии и ставших позднее лидерами передовой медицины.

## Награды и знаки почёта

### Медали и награды
- Charles Mickle Fellowship, Университет Торонто «члену медицинского сообщества, который достиг наибольших результатов в течение 10 лет в области углубления знаний в практической области медицинского искусства и науки» 1936
- Phillip A.Conne Medal, Клуб химиков Нью-Йорка, за вклад в клиническую химию 1936
- Премия Уилларда Гиббса, Чикагское отделение Американского Химического Общества, за вклад в химию 1939
- Орден Нефрита, Республика Китай, 1939
- Kober Medal, Ассоциация американских физиков, за «фундаментальные исследования в области превентивной медицины», 1942
- Орден Бриллиантовой звезды, Республика Китай за «достойный труд на благо китайского народа», 1947
- Fisher Award in Analytical Chemistry, Американское Химическое Общестово, 1953
- John Phillips Memorial Award, Американская коллегия физиков, за «достижения в медицине внутренних органов», 1954
- First Van Slyke Award in Clinical Chemistry, Американская Ассоциация химиков-клиницистов, 1957
- First Scientific Achievement Award, Американская Медицинская Ассоциация, 1962
- Ames Award, Американская Ассоциация Клинической Химии, 1964
- Национальная медаль науки США, 1965, "за классические исследования химии крови и метаболизма аминокислот и за разработку количественной методологии в биохимии, ставшей основой многих разделов клинической медицины
- Медаль Эллиота Крессона, Филадельфийское Общество Франклина, 1965
- Медаль Академии Медицины Нью-Йорка, 1966

### Членства в научных обществах
- Национальная Академия Наук, 1921
- Американское Философское Общество, 1938
- Американское Общество Биохимиков (Президент, 1920-1922)
- Общество Харвей (Президент, 1927-1928)
- Американское Бюро Медицинской Помощи Китаю (Президент, 1940-1947)
- Американская Академия Искусств и Науки
- Медицинское Общество Рудольфа Вирхова города Нью-Йорка
- Американский Колледж Кардиологии (Почётное членство)
- Американское Химическое Общество
- Академия Медицины Нью-Йорка
- Ассоциация Американских Физиков
- Американская Ассоциация Клинической Химии
- Общество Экспериментальной Биологии и Медицины
- Членство в иностранных обществах
- Общество биологической химии, 1928
- Немецкая Академия естественных наук, 1932
- Медицинское общество Ломбардии, 1935
- Индийская Академия наук, 1935
- Общество биохимиков Индии, 1936
- Королевское Общество Наук Упсалы, 1942
- Датское общество медицины внутренних органов, 1952
- Общество патологии почек, 1952
- Итальянское Общество экспериментальной биологии, 1953
- Ассоциация биохимиков-клиницистов, Великобритания, 1953
- Королевское медицинское общество, Великобритания, 1953
- Национальная Академия Линцея, Италия, 1962
- Датская Академия, 1956